# Mercurio y Argos (Carel Fabritius)

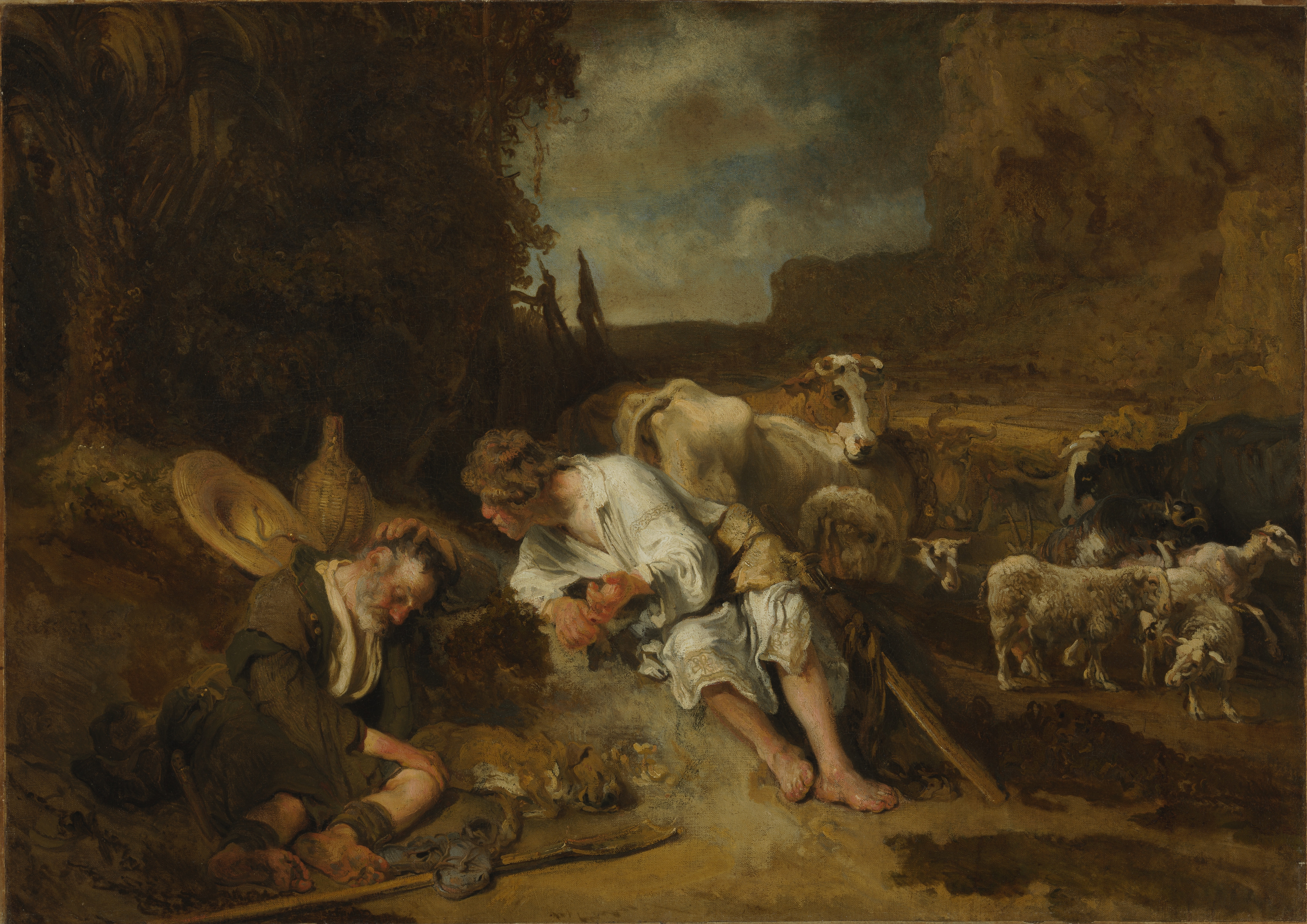
Mercurio y Argos, Carel Fabritius.

Mercurio y Argos o Mercurio, Argos e Io es una pintura de Carel Fabritius de alrededor de 1645-1647. La hizo poco después de su aprendizaje en el estudio de Rembrandt. En ese momento vivía nuevamente en su pueblo natal de Middenbeemster, pero es posible que todavía trabajara como asistente en el estudio de Rembrandt en Ámsterdam.
La pintura apareció en 1985 en una subasta en Mónaco. En ese momento, La resurrección de Lázaro era la única pintura conocida de los primeros años de Fabritius. Cuando se firmó Mercurio y Argos, se le podrían atribuir algunas otras obras tempranas, incluidas Agar y el ángel y Mercurio y Aglauros, el probable compañero o pendant de Mercurio y Argos.

## Presentación
La pintura representa una escena de la historia de Io de Las metamorfosis de Ovidio. Júpiter ha ordenado a Mercurio que libere a Io metamorfoseada en vaca y para ello debe matar al gigante Argos, quien ha sido designado por Juno como guardián de Io. Argos, como es habitual, está representado como un viejo pastor, sin sus cien ojos ni su gran tamaño. Mercurio se ha disfrazado de pastor también y ha dormido a Argos tocando su flauta pastoril. Incluso el perro del pastor duerme junto a su amo. Mercurio mira cuidadosamente para ver si Argos está realmente dormido y está a punto de agarrar su espada para cortarle la cabeza.

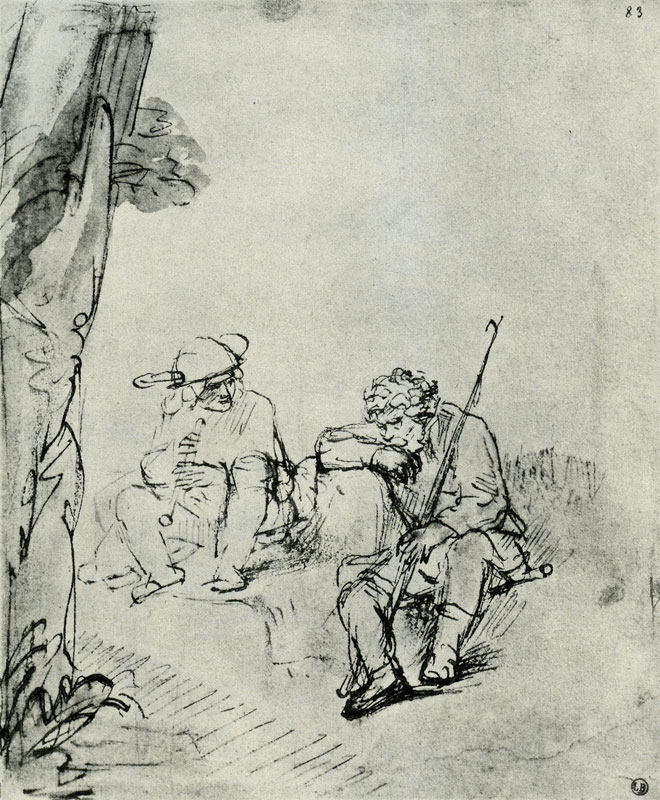
Rembrandt, Mercurio y Argos, c. 1651-1652, dibujo, Louvre, París.

A diferencia de Mercurio y Aglauros, la historia de Mercurio y Argos, y especialmente este pasaje, fue a menudo representado en el arte del siglo XVII, entre otros, por los pintores Jacob Jordaens, Jacob van Campen y Govert Flinck y, más adelante, en un relieve de Artus Quellinus en el ayuntamiento de Ámsterdam. Rembrandt también trabajó en el tema, pero hasta donde se sabe solo con algunos dibujos.
Carel Fabritius ha tomado elementos de grabados anteriores de Jacob Jordaens y Hendrick Goltzius, como la vaca que apoya la cabeza en el lomo de Io transformada en otra, pero ha dado su propia interpretación a la historia. Al igual que con Mercurio y Aglauros, la composición es asimétrica con las figuras principales brillantemente iluminadas a la izquierda y una vista detrás de un paisaje rembrandiano, con árboles de ramas serpentinas, en el que ganado en celo se muestra a la derecha con realismo mediante medios mínimos. Este elemento no aparece en el texto de Ovidio, pero puede tener un significado simbólico derivado de las interpretaciones de la historia en el siglo XVII. Karel van Mander, por ejemplo, describe en Schilder-Boeck que Argos simboliza la mente adormecida por Mercurio, que da rienda suelta a los instintos y la lujuria.

## Origen
Se desconoce el cliente que encargó las dos pinturas de Mercurio. Se ha hecho una conexión con una mención de Filippo Baldinucci, quien en su biografía de Rembrandt de 1686 dice que Rembrandt habría hecho muchas pinturas al óleo con historias de Ovidio para un comerciante. Dado que el portavoz de Baldinucci trabajó en el estudio de Rembrandt en la década de 1640 y no se conocen pinturas mitológicas de Rembrandt de este período, es concebible que Rembrandt hiciera que el encargo lo llevaran a cabo sus asistentes o exalumnos. Por ejemplo, Rembrandt puede haber subcontratado algunas pinturas a Carel Fabritius.
La pintura estaba en París en la segunda mitad del siglo XVIII. Fue subastada allí seis veces en el período 1763-1778, junto con su probable contraparte Mercurio y Aglauros. Debido a que Carel Fabritius había caído en el olvido en ese momento, la pintura pasó por un Rembrandt, posiblemente con una firma falsa, una argucia habitual para vender obras a mayor precio atribuyéndolas a un conocido maestro. Durante este período, el pintor rococó francés Jean-Honoré Fragonard pintó una copia que es un cuarto más pequeña que el original y está en posesión del Louvre desde 1981.
La pintura se perdió de vista luego durante dos siglos hasta que reapareció en 1985 en la subasta de la colección De Lebzeltern (Nápoles y Moscú) de Sotheby's en Mónaco. A través de Gallery Bruno Meissner en Zúrich y Richard Feigen en Nueva York, fue adquirida en 1990 por el Museo de Arte del Condado de Los Ángeles.

## Otras versiones

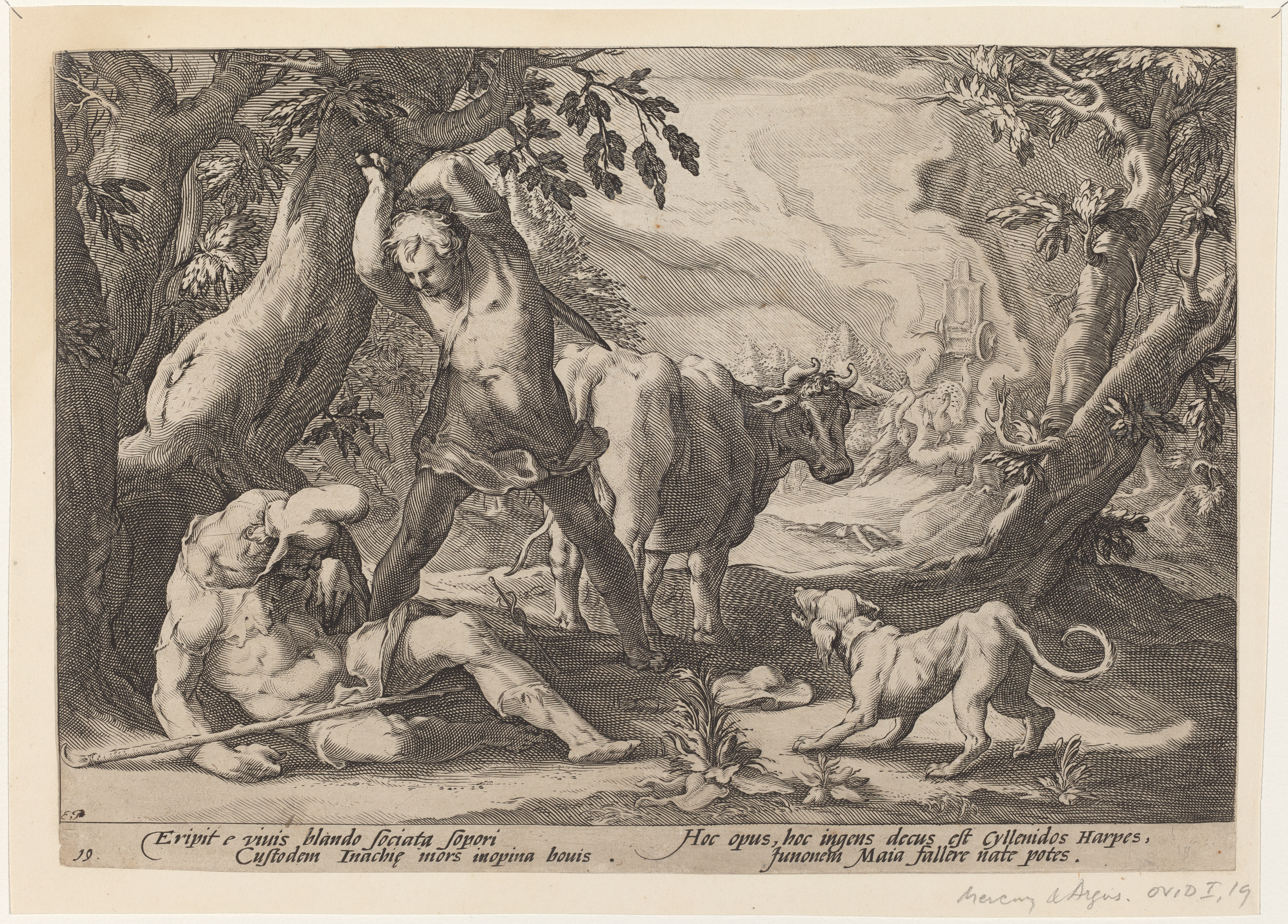
Hendrick Goltzius, Mercurio matando a Argos dormido, 1589, grabado, National Gallery of Art, Washington.
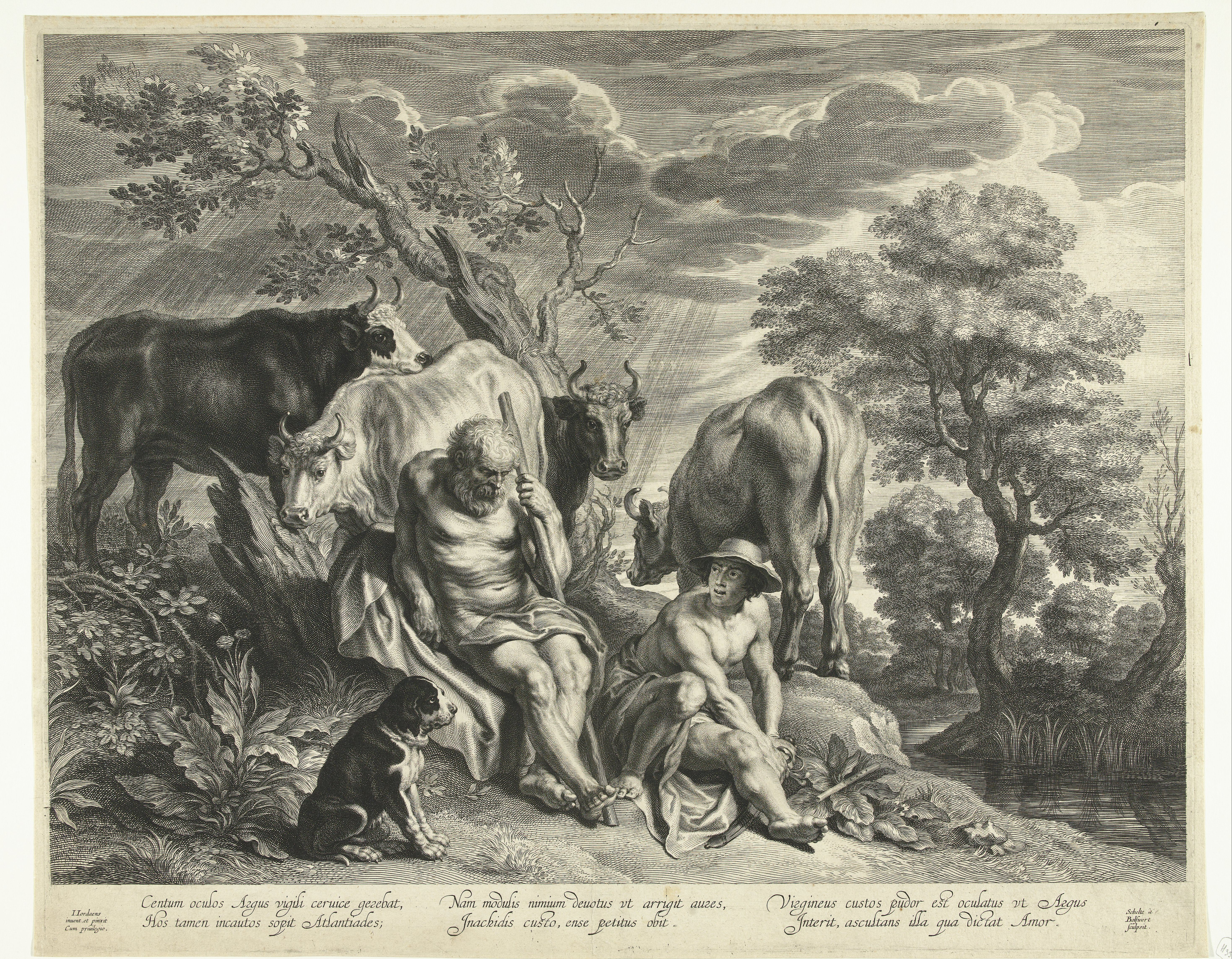
Schelte a Bolswert según Jacob Jordaens, Mercurio, Argos e Io, Rijksmuseum, Ámsterdam.
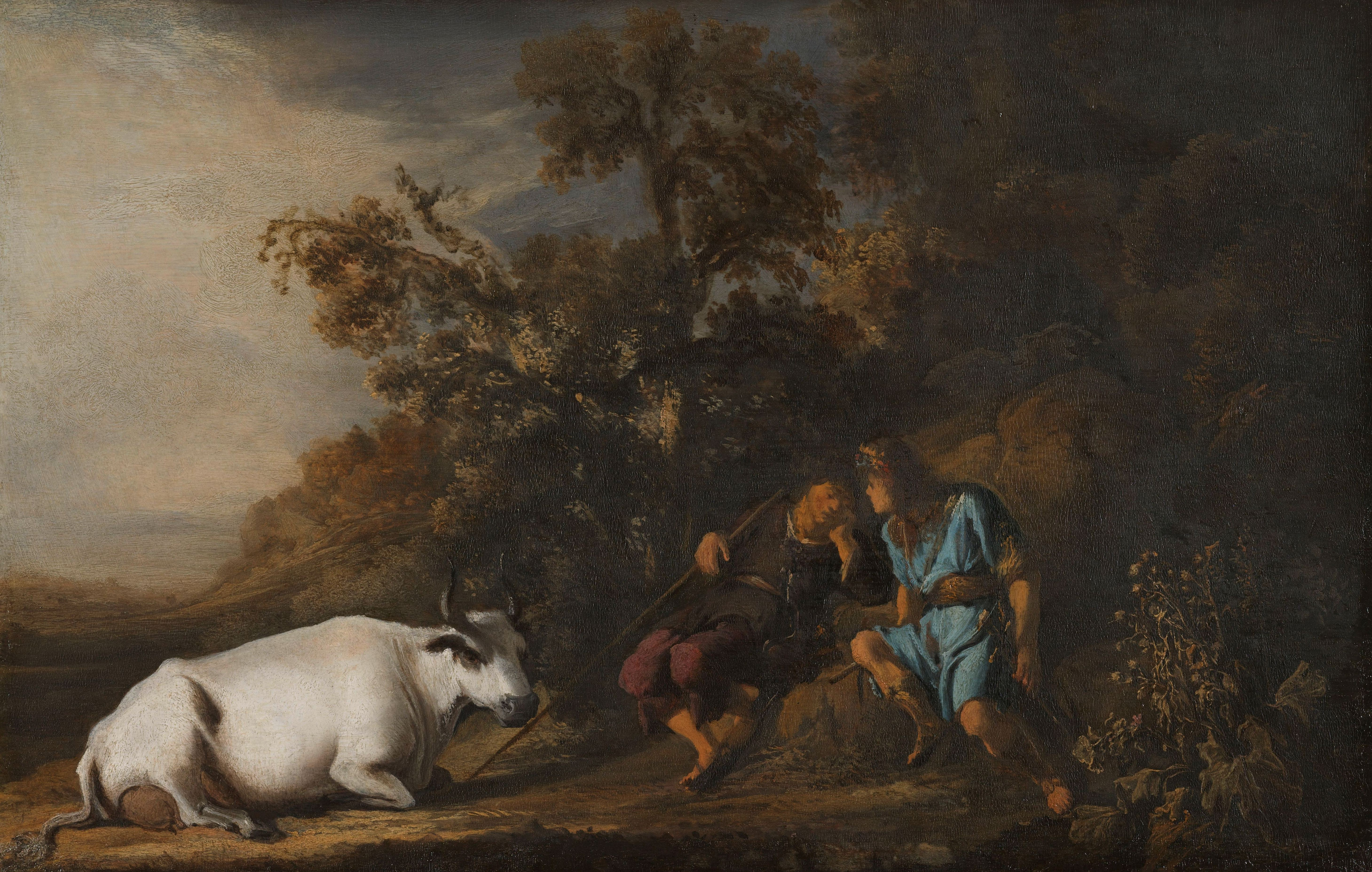
Govert Flinck, Mercurio y Argos, Rijksmuseum, Ámsterdam.